# Mr. C.B.
 (août 2023).
Si vous disposez d'ouvrages ou d'articles de référence ou si vous connaissez des sites web de qualité traitant du thème abordé ici, merci de compléter l'article en donnant les références utiles à sa vérifiabilité et en les liant à la section « Notes et références ».
Mr. C.B. (en japonais : ミスターシービー) est un cheval de course japonais de race pur-sang. L'un des huit lauréats de la triple couronne japonaise, cheval de l'année en 1983, il est membre du Hall of Fame des courses japonaises.

## Carrière de courses
Né au haras Okamoto à Urakawa sur l'île de Hokkaidō, Mr. C.B. débute en novembre 1982 à Tokyo par une victoire, enchaîne avec une autre et un premier accessit à Nakayama, dans une course où il manque complètement son départ. En 1984, le poulain se prépare pour le triptyque de la triple couronne (Satsuki Shō, Tokyo Yushun, Kikuka Shō) en remportant deux nouvelles victoires. Et semble intouchable. Dans le Satsuki Shō, disputé sur un terrain pénible, il passe en revue le peloton pour s'imposer aux dépens de Mejiro Mont Cenis, qu'il domine encore plus facilement dans le Tokyo Yushun, malgré un nouveau parcours à l'arrière-garde et non sans bousculer certains de ses adversaires. Mais le poulain est au-dessus de ses contemporains et, étant donné sa supériorité manifeste, les commissaires maintienne l'arrivée. Passée la trêve estivale, durant laquelle il se blesse à un pied et tombe malade, ce qui retarde sa rentrée initialement programmée dans le St Lite Kinen, Mr. C.B. retrouve la compétition dans le Kyoto Shimbun Hai. Une rentrée en demi-teinte, puisque pour la première fois de sa carrière le poulain est éjecté du podium, terminant lointain quatrième. Qu'à cela ne tienne, il monte en condition sur cette course et, au prix d'une autoritaire victoire dans le Kikuka Shō, il devient le troisième détenteur de la triple couronne, après St Lite en 1941 et Shinzan en 1964. Et se voit naturellement sacré cheval de l'année au Japon. Mr. C.B. est alors au sommet de sa popularité. Apprécié pour son style et son modèle magnifique, pour ses origines qui font de lui le premier pur-sang issu d'un étalon né et élevé au Japon à remporter la triple couronne, il est le cheval le plus populaire au Japon depuis le phénomène Haiseiko dans les années 1970.    
Mais on ne reverra pas Mr. C.B. de sitôt. Sa rentrée printanière est reportée pour cause de terrain pressenti trop lourd. Puis le cheval rechute, à nouveau ce sabot qui le fait souffrir et l'oblige à garder le box jusqu'à l'automne. C'est donc après quasiment un an d'absence qu'il fait son retour, presque gagnant, dans le Mainichi Okan, où il termine en boulet de canon mais ne peut remonter Katsuragi Ace, qui garde une tête d'avance sur le poteau. Le 28 octobre, Mr. C.B. reprend sa marche en avant et enlève le Tenno Sho d'automne, en abaissant le record de la course (1'59"30). C'est sa première victoire de groupe 1, puisque le système des courses de groupe est introduit dans le programme japonais en cette année 1984, et la quatrième si l'on considère, rétrospectivement, que les trois épreuves de la triple couronne sont autant de groupe 1. Mais ce sera aussi la dernière. Et puis Mr. C.B. n'est plus la seule vedette des courses japonaises. Une semaine après le Tenno Sho, un certain Symboli Rudolf boucle à son tour la triple couronne et le défie, du haut de son palmarès vierge de toute défaite, dans la Japan Cup. La quatrième édition de cette toute jeune épreuve s'annonce donc historique : pour la première fois, deux vainqueurs de triple couronne vont s'affronter, en un match qui rappelle celui entre Seattle Slew et Affirmed dans le Marlboro Cup Handicap en 1978. Mais contrairement à la course américaine, la Japan Cup tourne à la bérézina pour les deux favoris : tandis que l'outsider Katsuragi Ace s'impose et devient le premier Japonais à inscrire son nom au palmarès de la course, Symboli Rudolf connait sa première défaite mais sauve l'honneur en prenant la troisième place, tandis que Mr. C.B. s'effondre et termine lointain dixième. Une revanche a lieu dans l'Arima Kinen, et Mr. C.B. doit encore s'avouer vaincu. Cette fois, les armes à la main, puisqu'il termine troisième derrière Symboli Rudolf et Katsuragi Ace. Mais à bonne distance.   
En 1985, Mr. C.B. tente de redonner du lustre à une carrière en évident déclin. Il est à un nez de renouer avec la victoire dans le Ōsaka Hai, groupe 2 à Hanshin, puis tente une nouvelle fois de défier Symboli Rudolf, dans le Tenno Sho de printemps. C'est un peu le match de trop, le jeune loup est définitivement plus fort que le vieux lion qui, écœuré, termine à une lointaine cinquième place. Il est temps de se retirer, et de toute façon de nouveaux ennuis de santé contrarient ses plans. Le 6 octobre a lieu la traditionnelle cérémonie d'adieux, qui voit Mr. C.B. se retirer au haras. L'année suivante, il est élu au Hall of Fame des courses japonaises.    

### Résumé de carrière
| Date        | Hippodrome  | Pays        | Course                          | Statut      | Distance    | Jockey           | Place       | Écart       | Vainqueur ou deuxième |
| 1982, 2 ans | 1982, 2 ans | 1982, 2 ans | 1982, 2 ans                     | 1982, 2 ans | 1982, 2 ans | 1982, 2 ans      | 1982, 2 ans | 1982, 2 ans | 1982, 2 ans           |
| ----------- | ----------- | ----------- | ------------------------------- | ----------- | ----------- | ---------------- | ----------- | ----------- | --------------------- |
| 6 novembre  | Tokyo       | Japon       | Inédits                         |             | 1 600 m     | Masato Yoshinaga | 1er / 11    | 5           | Eiko Hirataka         |
| 4 décembre  | Nakayama    | Japon       | Kuromatsu Sho                   |             | 1 600 m     | Masato Yoshinaga | 1er / 12    | enc.        | Yufubuki              |
| 25 décembre | Nakayama    | Japon       | Hiiragi Sho                     |             | 1 800 m     | Masato Yoshinaga | 2e / 9      | enc.        | Omeno Shin O          |
| 1983, 3 ans |             |             |                                 |             |             |                  |             |             |                       |
| 13 février  | Tokyo       | Japon       | Kyodo Tsushin Hai Yonsai Stakes |             | 1 800 m     | Masato Yoshinaga | 1er / 14    | tête        | Omeno Shin O          |
| 6 mars      | Nakayama    | Japon       | Yayoi Sho                       |             | 1 800 m     | Masato Yoshinaga | 1er / 14    | 1 ½         | Speed Tri             |
| 17 avril    | Nakayama    | Japon       | Satsuki Shō                     |             | 1 600 m     | Masato Yoshinaga | 1er / 20    | 1/2         | Mejiro Mont Cenis     |
| 29 mai      | Tokyo       | Japon       | Tokyo Yushun                    |             | 2 400 m     | Masato Yoshinaga | 1er / 21    | 1 ¾         | Mejiro Mont Cenis     |
| 23 octobre  | Kyoto       | Japon       | Kyoto Shimbun Hai               |             | 2 000 m     | Masato Yoshinaga | 4e / 15     | 7 ½         | Katsuragi Ace         |
| 13 novembre | Kyoto       | Japon       | Kikuka Shō                      |             | 3 000 m     | Masato Yoshinaga | 1er / 21    | 3           | Bingo Kanta           |
| 1984, 4 ans |             |             |                                 |             |             |                  |             |             |                       |
| 7 octobre   | Tokyo       | Japon       | Mainichi Okan                   | Gr. 2       | 1 800 m     | Masato Yoshinaga | 2e / 9      | tête        | Katsuragi Ace         |
| 28 octobre  | Tokyo       | Japon       | Tenno Sho (Automne)             | Gr. 1       | 2 000 m     | Masato Yoshinaga | 1er / 15    | 1/2         | Tudenham King         |
| 25 novembre | Tokyo       | Japon       | Japan Cup                       | Gr. 1       | 2 400 m     | Masato Yoshinaga | 10e / 14    | 12 ¼        | Katsuragi Ace         |
| 23 décembre | Nakayama    | Japon       | Arima Kinen                     | Gr. 1       | 2 500 m     | Masato Yoshinaga | 3e / 11     | 3 ½         | Symboli Rudolf        |
| 1985, 5 ans |             |             |                                 |             |             |                  |             |             |                       |
| 31 mars     | Hanshin     | Japon       | Ōsaka Hai                       | Gr. 2       | 2 000 m     | Masato Yoshinaga | 2e / 10     | nez         | State Jaguar          |
| 29 avril    | Kyoto       | Japon       | Tenno Sho (Printemps)           | Gr. 1       | 3 200 m     | Masato Yoshinaga | 5e / 15     | 11 ¼        | Symboli Rudolf        |

## Au haras
À l'issue de sa carrière de courses, Mr. C.B. est syndiqué sur la base de 600 millions de yens et rejoint Shadai Farm, alors en pleine émergence et appelé à devenir le plus grand haras japonais. Ses débuts au stud furent porteurs d'espoir puisqu'il termina tête de liste des étalons de première production en 1989. Mais la suite fut plus difficile avec l'émergence d'autres étalons tels Tony Bin, Brian's Time ou bien sûr Sunday Silence, si bien que Mr. C.B. est poussé vers la sortie en 1994. Il est accueilli par Rex Stud pour quelques saisons de monte, puis prend sa retraite en 1999.   
On lui doit tout de même quelques bons chevaux, et un cheval de groupe 1, Shao Grade, deuxième du Satsuki Sho en 1991. Mr. C.B. s'éteint en 2000, victime de fourbure.  

## Origines
Mr. C.B. est donc le premier grand champion japonais dont les deux parents sont nés au pays : le nationalisme n'est pas pour rien dans l'immense popularité dont il a joui. Tosho Boy, le père, fut cheval de l'année en 1976, année où il remporta le Satsuki Shō et l'Arima Kinen, et se classa deuxième du Tokyo Yushun et du Kikuka Shō. Il compléta ce palmarès l'année suivante en s'adjugeant le Takarazuka Kinen. Très rapide, il s'appropria le record des 2 000 mètres au Japon (1'58"90) et celui du mile (1'33"60). Tosho Boy a figuré parmi les étalons de tête au Japon durant une dizaine d'années, donnant sept vainqueurs de groupe 1, parmi lesquels Daiichi Ruby (Yasuda Kinen, Sprinters Stakes) et les classiques Sister Tosho et Ara Hotoku, toutes deux lauréates du Oka Sho.
La mère, C.B. Queen, fille du Français Topyo (le premier vainqueur du Prix de l'Arc de Triomphe exporté au Japon), possède des références classiques, puisqu'elle se classa troisième du Yushun Himba en 1976. Elle remporta également le Mainichi Okan, une préparatoire au Yushun Himba et prit le premier accessit du Tokyo Shimbun Hai. Mr. C.B. est son premier et dernier produit, puisque la jument a été frappée d'infertilité après la naissance du second, mort-né. Elle a passé sa retraite dans un haras où elle fut rejointe en 1999 par Mr. C.B. lorsque celui-ci fut à son tour mis à la retraite, et mère et fils ont passé la dernière année de leur vie dans deux prés contigus, lui mourant en 2000, elle en 2004. La famille est arrivée au Japon dans les années 50, lorsque la jument anglaise Chill Wind y fut importée. Celle-ci s'illustra aussitôt comme poulinière, donnant Meitai (placé dans le Satsuki Sho, le Tokyo Yushun, le Yasuda Kinen et le Tenno Sho) et le champion Meizui, vainqueur quant à lui du Satsuki Sho et du Tokyo Yushun en 1963, et deuxième du Tenno Sho et de l'Arima Kinen.   

### Pedigree
| Origines de Mr. C.B. (JPN), mâle bai brun né en 1980 | Origines de Mr. C.B. (JPN), mâle bai brun né en 1980 | Origines de Mr. C.B. (JPN), mâle bai brun né en 1980 | Origines de Mr. C.B. (JPN), mâle bai brun né en 1980 |
| ---------------------------------------------------- | ---------------------------------------------------- | ---------------------------------------------------- | ---------------------------------------------------- |
| Père Tosho Boy                                       | Tesco Boy                                            | Princely Gift                                        | Nasrullah                                            |
| Père Tosho Boy                                       | Tesco Boy                                            | Princely Gift                                        | Blue Gem                                             |
| Père Tosho Boy                                       | Tesco Boy                                            | Suncourt                                             | Hyperion                                             |
| Père Tosho Boy                                       | Tesco Boy                                            | Suncourt                                             | Inquisition                                          |
| Père Tosho Boy                                       | Social Butterfly                                     | Your Host                                            | Alibhai                                              |
| Père Tosho Boy                                       | Social Butterfly                                     | Your Host                                            | Boudoir                                              |
| Père Tosho Boy                                       | Social Butterfly                                     | Wisteria                                             | Easton                                               |
| Père Tosho Boy                                       | Social Butterfly                                     | Wisteria                                             | Blue Cyprus                                          |
| Mère C.B. Queen                                      | Topyo                                                | Fine Top                                             | Fine Art                                             |
| Mère C.B. Queen                                      | Topyo                                                | Fine Top                                             | Toupie                                               |
| Mère C.B. Queen                                      | Topyo                                                | Deliriosa                                            | Delirium                                             |
| Mère C.B. Queen                                      | Topyo                                                | Deliriosa                                            | La Fougueuse                                         |
| Mère C.B. Queen                                      | Meido                                                | Admiral Byrd                                         | Nearco                                               |
| Mère C.B. Queen                                      | Meido                                                | Admiral Byrd                                         | Woodlark                                             |
| Mère C.B. Queen                                      | Meido                                                | Meiwa                                                | Gay Time                                             |
| Mère C.B. Queen                                      | Meido                                                | Meiwa                                                | Chill Wind (Famille 9-h)                             |